# Кирикире
Кирикири (также Кирикирес, Квирикирес) — коренной народ доколониальной Венесуэлы, населявший регион долины реки Туй (исп. Valles del Tuy), на севере современной страны. Предположительно принадлежали к карибской языковой семье.
Кирикири населяли территорию к югу от современной столицы страны — Каракаса. Основные поселения находились в долине реки Туй, что способствовало развитию земледелия и оседлого образа жизни. Их соседями были такие племена, как хирахара, Какетио, маракайбо и Мараичес. Язык кирикири, вероятно, относился к карибской семье языков. Из-за отсутствия письменной традиции и последствий колонизации, язык и большая часть культурных особенностей были утрачены. Основные сведения о народе получены из испанских хроник XVI—XVII веков.
Апакуана — известная историческая личность из числа кирикири. Она была пиаче (духовным лидером и целительницей) и имела значительное влияние. В 1577 году она совместно со своим сыном, вождём Гуасемой, возглавила восстание против испанских колонизаторов. После подавления восстания была захвачена и казнена. В современности Апакуана рассматривается как символ сопротивления и женского лидерства.
В результате испанского завоевания и связанных с ним эпидемий и насильственного переселения, кирикири были практически полностью уничтожены или ассимилированы. Сегодня они считаются вымершим народом, а сведения о них крайне ограничены.